# Vasílios Polýmeros
Vasílios « Vasílis » Polýmeros (en grec moderne : Βασίλειος «Βασίλης» Πολύμερος) est un rameur grec, né le 20 février 1976.

## Palmarès

### Jeux olympiques
- 2004 à Athènes,  Grèce
  -  Médaille de bronze en deux de couple poids légers
- 2008 à Pékin,  Chine
  -  Médaille d'argent en deux de couple poids légers

### Championnats du monde
- 2001 à Lucerne,  Suisse
  -  Médaille d'argent en quatre de couple poids légers
- 2005 à Gifu,  Japon
  -  Médaille d'or en skiff poids légers
- 2007 à Munich,  Allemagne
  -  Médaille d'argent en deux de couple poids légers
- 2009 à Poznań,  Pologne
  -  Médaille d'argent en skiff poids légers

### Championnats d'Europe
- 2007 à Poznań,  Pologne
  -  Médaille d'argent en deux de couple poids légers
- 2008 à Marathon,  Grèce
  -  Médaille d'or en deux de couple poids légers
- 2009 à Brest,  Biélorussie
  -  Médaille d'or en deux de couple poids légers

### Jeux méditerranéens
- 2005 à Almería,  Espagne
  -  Médaille d'or en deux de couple poids légers
- 2009 à Pescara,  Italie
  -  Médaille d'or en skiff